# Anolis anatoloros
Anolis anatoloros este o specie de șopârle din genul Anolis, familia Polychrotidae, descrisă de Ugueto,rivas Fuenmayor, Barros, Sánchez-pacheco și García-pérez în anul 2007. Conform Catalogue of Life specia Anolis anatoloros nu are subspecii cunoscute.